# Harry Mehrwald
Harry Mehrwald (* 5. Januar 1939) ist ein ehemaliger deutscher Fußballspieler. 1964 spielte er für den SC Neubrandenburg in der DDR-Oberliga, der höchsten Spielklasse im DDR-Fußball.

## Sportliche Laufbahn
Mit elf Jahren begann Harry Mehrwald 1950 bei der Betriebssportgemeinschaft (BSG) Traktor in Groß Teetzleben (Vorpommern). Über die BSG Empor Altentreptow kam er später zur BSG Turbine Neubrandenburg, mit der er 1962 von der drittklassigen II. DDR-Liga (1963 eingestellt) in die I. DDR-Liga aufstieg. In den beiden DDR-Liga-Spielzeiten 1962/63 und 1963/64, als die Neubrandenburger als Sportclub antraten, war Mehrwald als Verteidiger Stammspieler und fehlte in den 56 Punktspielen nur bei einer Begegnung. Die Saison 1963/64 beendete der SC Neubrandenburg als Aufsteiger in die Oberliga. Dort war Harry Mehrwald als Mittelfeldspieler vorgesehen und bestritt auch die ersten fünf Oberligaspiele. Aus nicht zu ermittelnden Gründen spielte Mehrwald anschließend für längere Zeit nicht mehr für die 1. Mannschaft der Neubrandenburger. In der Saison 1967/68 bestritt er noch einmal ein Spiel für den SCN-Nachfolger BSG Post Neubrandenburg in der DDR-Liga. Danach tauchte er in den höheren Fußball-Ligen nicht mehr auf.